# 신광옥
신광옥(辛光玉)은 대한민국 제41대 법무부차관이다. 2001년 9월 12일 ~ 2001년 12월 13일까지 대한민국 제41대 법무부차관을 지냈다.